# Tulare Lake
Koordinaten: 36° 4′ N, 119° 45′ W
Der Tulare Lake ist ein See im südlichen San Joaquin Valley im heutigen Kings County in Kalifornien. Bis ins späte 19. Jahrhundert war er der Fläche nach der zweitgrößte Süßwassersee (nach dem Michigansee), der vollständig in den Vereinigten Staaten lag. Als seinen Zuläufen immer mehr Wasser für die wachsenden Städte und zur Bewässerung landwirtschaftlicher Flächen entnommen wurde, trocknete er aus. Sein Name leitet sich von tule rush ab, der englischen Bezeichnung der Teichbinsenart Schoenoplectus acutus, die an seinen sumpfigen Ufern wuchs, und ist Namensgeber des Tulare County, aus dem Kings County 1893 ausgegliedert wurde.
Im Frühjahr 2023 entstand der See nach rekordbrechenden Winter-Niederschlägen in der Sierra Nevada erneut.

## Geografie
Der See war Teil eines teilweise endorheischen Beckens am Südende des San Joaquin Valleys, das mit rund 42.000 km² Fläche etwa zehn Prozent der Fläche von Kalifornien ausmacht und zwischen der Sierra Nevada im Osten und dem Kalifornischen Küstengebirge im Westen liegt. Er lag in einer durch tektonische Absenkungen entstandenen Landschaft, die durch Flussablagerungen nur wenig Höhenunterschiede aufweist und durch Schwemmkegel des Kings River und des Los Gatos Creek vom nördlichen San Joaquin Valley abgetrennt ist. Der Tulare Lake war der größte Endsee in diesem Becken, die drei anderen – Kern Lake, Buena Vista Lake und Goose Lake – hatten zusammen nicht einmal ein Zehntel seiner Fläche.
Bedingt durch die geringen Höhenunterschiede schwankte die Seefläche je nach Jahreszeit bzw. Trockenperioden stark. In Jahren mit durchschnittlichen Niederschlägen stieg der Wasserspiegel um einen Meter, in niederschlagsreichen Jahren um bis zu drei Meter. Dabei wurden die weiten Schilf- und Sumpfgürtel um den See überschwemmt. Überstieg der Wasserspiegel eine Höhe von 63 m über dem Meeresspiegel, konnte der See die Fließrichtung des Fresno Slough, eines 64 Kilometer langen und bis zu 76 Meter breiten versumpften, natürlichen Kanals am Nordende des Sees, umkehren und sein Wasser in den San Joaquin River abführen. Dies geschah zwischen 1850 und 1878 in 19 von 29 Jahren. Bei seinem höchsten Wasserspiegel auf 66 m in den Jahren 1862 und 1868 hatte der See eine Fläche von über 2.000 km² und war über 10 Meter tief. Die Abflussmenge im Jahr 1862 wird auf etwa 220 Mio. m³ Wasser geschätzt. In trockenen Jahren war der flache See deutlich kleiner. Die stark veränderlichen Uferlinien konnten auch durch kräftige Winde um mehrere Kilometer verschoben werden.
Abhängig von Klimaänderungen schwankte die Fläche des Sees im Holozän mehrfach zwischen nur wenigen bis hin zu seiner Maximalgröße von über 2.000 km². Es wird vermutet, dass der See in den Trockenperioden von 892 bis 1112 und von 1209 bis 1350 entweder ausgetrocknet oder zumindest sehr klein gewesen sein muss. Erst die steigenden Temperaturen und Niederschlagsmengen seit der Mitte des 19. Jahrhunderts ließen den See häufiger überlaufen. Ohne die in den 1860er-Jahren einsetzende Umleitung von Flüssen und vermehrte Wasserentnahme hätte der Tulare Lake im 20. Jahrhundert vermutlich in 40 % der Jahre in den San Joaquin River entwässert.

## Zuflüsse

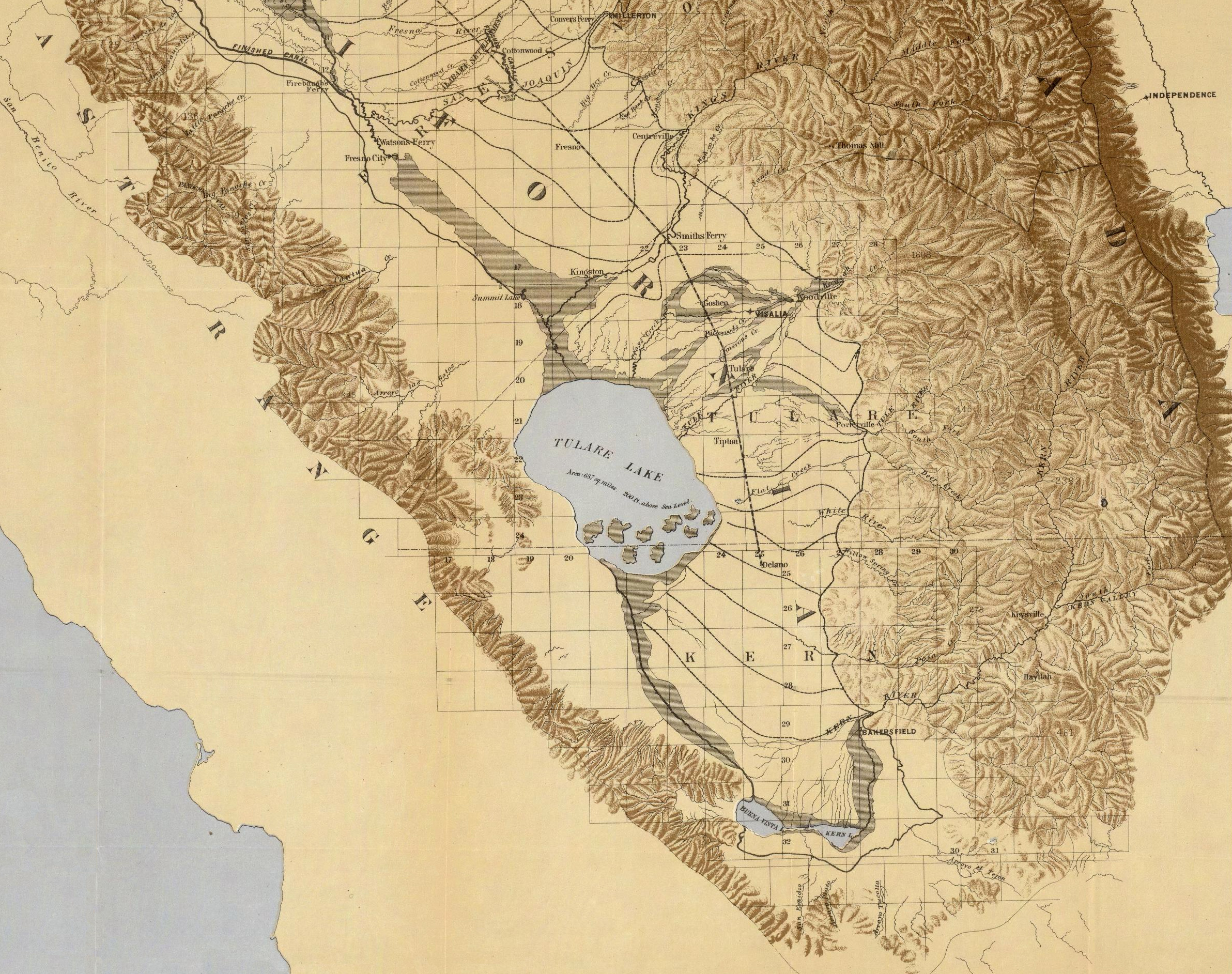
Tulare Lake und südliches San Joaquin Valley im Jahr 1873 mit möglichen Bewässerungskanälen (gestrichelte Linien)

Die vier Hauptzuflüsse des Tulare Lake kamen alle aus der Sierra Nevada und bildeten in der Ebene breite Binnendeltas mit zahlreichen Kanälen und Sumpfgebieten, die zeitweise trockenfallen konnten. Im Süden schuf der Kern River unterhalb von Bakersfield eine klar abgegrenzte Sumpfebene und ließ den Großteil seines Wassers im Kern Lake und Buena Vista Lake, ein kleinerer Teil floss weiter bis zum Tulare Lake. Die nördlich anschließenden Flusssysteme von White River und Deer Creek führten zu wenig Wasser, um im Großteil des Jahres bis zum Tulare Lake zu gelangen, was nur bei Hochwasser geschah. Der Tule River, der kleinste Zufluss des Sees, bildete ab Porterville einen Schwemmkegel, den er wegen seiner kleinen Mündungsarme bei Hochwasser regelmäßig überflutete. Im Nordwesten mündete der Kaweah River bei Visalia in die Ebene und teilte sich in vier große und zahlreiche kleine Kanäle, die zu ausgedehnten Sumpfgebieten führten. Nördlichster und wichtigster Zufluss mit etwa der Hälfte des zugeführten Wassers war der Kings River mit seinem großen Schwemmkegel, der die Senke auf ihrer östlichen Seite vom San Joaquin River abtrennte. Der größte Teil seines Wassers floss durch lang gezogene Sumpfgebiete Richtung Tulare Lake, während eine kleinere Menge zum San Joaquin River geführt wurde. Aus der westlich gelegenen, trockenen Küstenkette erreichte kein Fluss den See.
Die Region, in der der See lag, hat ein Klima ähnlich dem Mittelmeer, sodass 80 % der Niederschläge mit einer jährlichen Gesamtmenge von durchschnittlich unter 400 mm zwischen November und März fallen, von denen drei Viertel wieder verdunsten. 98 % des Oberflächenwassers im Becken stammen aus der Sierra Nevada, hauptsächlich aus der Zeit der Schneeschmelze von April bis Juli, die restlichen 2 % aus der Küstenkette.

## Das Ende des Sees
Die Yokut-Indianer bewohnten die Ufer des Tulare Lake, den sie Pa’ashi nannten. Aufgrund des Wild- und Fischreichtums der Gegend erreichten sie die höchste Bevölkerungsdichte Nordamerikas in der Vor-Kolonialzeit ohne das Ökosystem des Sees zu stören. Die Ankunft der Europäer und die Einführung der Landwirtschaft in der zweiten Hälfte des 19. Jahrhunderts markierten den Anfang der umfassenden Umgestaltung der Region. Das Hochwasser von 1861/62, das die Abflusswege der Flüsse stark veränderte, und jenes von 1867/68 (das höchste seit Ankunft der Europäer) führten zum letzten Mal zur Maximalausdehnung des Sees. Schon 1871 waren weite Gebiete landwirtschaftlich genutzt, die zahlreichen Mündungsarme der vier Flüsse, besonders des Tule River und des Kaweah River, wurden in Bewässerungskanäle umgewandelt. 1872 wurde der Kings River gänzlich zum San Joaquin River umgeleitet, wodurch der Wasserstand des Tulare Lake soweit sank, dass schon in den 1880er-Jahren Teile des ursprünglichen Seebodens landwirtschaftlich genutzt werden konnten. Gleichzeitig stieg der Salzgehalt des Sees so stark an, dass viele Fischarten nicht mehr überleben konnten. 1899 wird der See das erste Mal als ausgetrocknet beschrieben, das Ende der Fischerei war erreicht.
Obwohl bis in die zweite Hälfte des 20. Jahrhunderts an den Oberläufen der Flüsse immer mehr Dämme zur Bewässerung landwirtschaftlicher Flächen und zur Trinkwasserversorgung errichtet wurden, entstanden in niederschlagsreichen Jahren immer wieder größere Wasserflächen, so von 1906 bis 1917. Die anschließende Trockenperiode ließ den See wieder schrumpfen. In den 1920er-Jahren kaufte James Griffin Boswell aus Georgia rund 200 km² des ehemaligen Seebodens, um darauf Baumwolle anzupflanzen. Sein gleichnamiger Neffe, der den Besitz auf rund 650 km² allein in Kalifornien vergrößerte und damit zum größten Baumwollproduzenten des Landes wurde, legte schließlich die Reste des Sees trocken.
In den Jahren 1937 bis 1946 und 1950 bis 1953 entstand der See wieder neu, da die Be- und Entwässerungskanäle die anfallenden Wassermengen nicht mehr abführen konnten. So konnte er während des Zweiten Weltkriegs als Nebenflugplatz der Naval Air Station Alameda für Flugboote genutzt werden.
Im 20. Jahrhundert wurden vier sogenannte storage cells auf einer Fläche von rund 80 km² hauptsächlich im südlichen Teil der Senke eingerichtet, um Hochwasser aufnehmen zu können. Diese Flächen sind durch Deiche begrenzt und werden nicht mehr landwirtschaftlich genutzt. Die Deiche brachen bei den besonders starken Hochwassern 1969, 1983 und zuletzt 1997. 1969 wurden dabei 360 km² Land überschwemmt und der neu entstandene Tulare Lake erreichte mit einem Wasserspiegel von 58,6 Meter den höchsten Stand in diesem Jahrhundert. 1983 übertrafen die Überschwemmungsflächen sogar 400 km², der See erreichte aber nicht wieder den Wasserstand von 1969. In beiden Fällen dauerte das Abpumpen des Wassers länger als ein Jahr.
Es gibt Pläne zur Wiederherstellung zumindest eines Teils des Tulare Lake. Dieser könnte zukünftige Hochwasser aufnehmen und gleichzeitig als Wasserspeicher für trockene Jahre im San Joaquin Valley, der weltweit produktivsten landwirtschaftlichen Region, dienen. 2001 stellte einer der größten Anbauer von Baumwolle im Tulare-Becken wegen stark gesunkener Weltmarktpreise die Produktion ein und renaturierte in Zusammenarbeit mit dem Bundesstaat Kalifornien einen kleinen Teil seiner Anbaufläche zu einem Feuchtgebiet. 2023 wurde nach wochenlangen massiven Regenfällen der Kings River wieder in das ausgetrocknete Tulare-Bett umgeleitet.

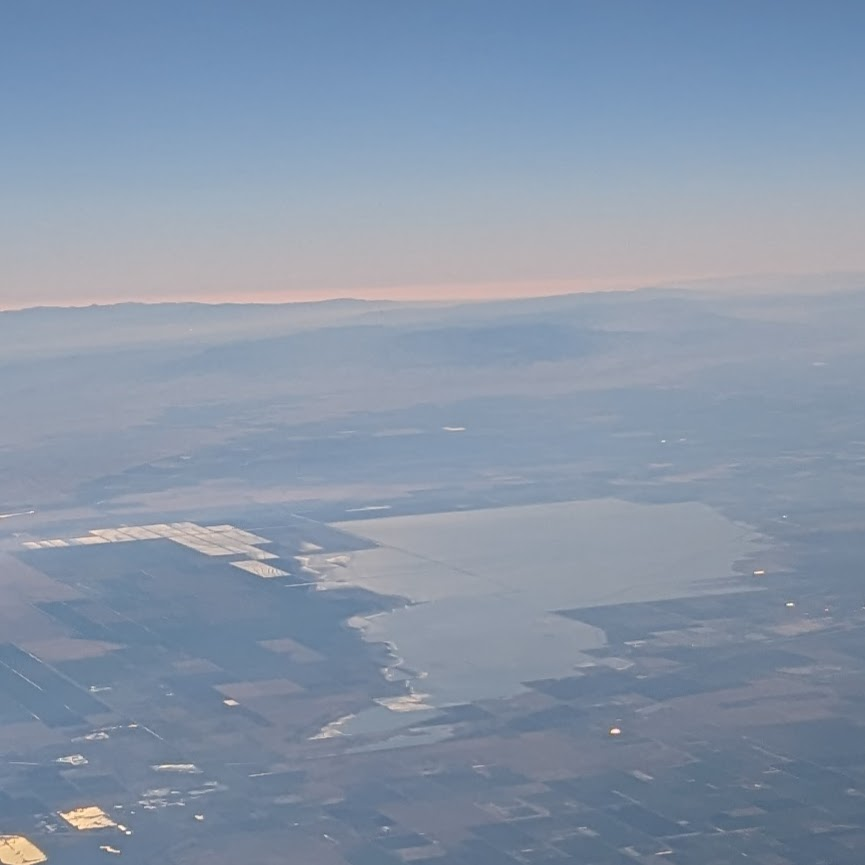
Luftaufnahme des Tulare Lake im Juli 2023

Im Winter 2022/23 verzeichnete die Sierra Nevada Rekord-Niederschläge, so dass im Frühjahr 2023 das Schmelzwasser die größten Abflüsse aus den Bergen verursachte, seit es Wetteraufzeichnungen in Kalifornien gibt. Teile der ehemaligen Seebetts wurden geflutet, Viehzuchtbetriebe evakuierten 75.000 Rinder aus Milchviehanlagen und Feedlots im Gebiet. Die maximale Ausdehnung des Sees erreichte 415 km². Das California State Water Project nutzte auf Anweisung von Governor Gavin Newsom alle Möglichkeiten, Wasser aus dem betroffenen Gebiet nach Norden abzuleiten.